# Сиви витки опосум
Сиви витки опосум (Marmosops incanus) је врста сисара из породице опосума (Didelphidae) и истоименог реда (Didelphimorphia).

## Распрострањење
Бразил је једино познато природно станиште врсте.

## Станиште
Сиви витки опосум има станиште на копну.

## Угроженост
Ова врста није угрожена, и наведена је као последња брига јер има широко распрострањење.

### Популациони тренд
Популациони тренд је за ову врсту непознат.